# Stal chromowa
Stal chromowa – to stop stali z dużą ilością chromu. Gdy zawartość chromu w stopie jest większa niż 11%, nazywana jest ona stalą nierdzewną. Dzięki dodaniu do stali chromu na jej powierzchni tworzy się dobrze przylegająca, twarda warstwa tlenku chromu, która zabezpiecza przed powstaniem korozji na metalu. Wraz ze wzrostem udziału chromu, rośnie odporność stali na korozję i utleniające kwasy (np. kwas siarkowy). W porównaniu z innymi gatunkami stali pracującymi w wysokich temperaturach, stal chromowa zawiera mniejszą ilość węgla. Pojęcie stali chromowej stosowane jest w praktyce dopiero przy zawartości 12% chromu.
Właściwość:
- Duża ciągliwość w wysokich i niskich temperaturach
- Duża plastyczność
- Wysoka odporność na korozję
- Bardzo dobra obrabialność i spawalność
- Żarowytrzymałość

Zastosowanie:
- W przemyśle, gdzie stanowi ochronną warstwę dla innych metali
- W przemyśle energetycznym i chemicznym: turbiny, kotły, pojemniki ciśnieniowe
- Produkcja wytrzymałych części maszyn: śrub, form do odlewów, wałów
- W produkcji narzędzi do obróbki skrawaniem
- Elementy łożyskowe

Przykład oznaczeń i składu chemicznego stali chromowej zgodnie z normą PN-EN ISO 683-17:2004:
- 14CrMo4-5
  - Skład: 0,10–0,18% C; 0,4–0,7%Mn; 0,8–1,15%Cr; 0,4–0,6%Mo[4]

- 100Cr6
  - Skład: 0,93%C; 0,25–0,45%Mn; 0,15–0,35%Si; 1,35–1,6%Cr[5]